# ۲٬۴٬۶-تری‌کلروفنول
۲،۴،۶-تری‌کلروفنول (به انگلیسی: 2,4,6-Trichlorophenol) با فرمول شیمیایی C۶H۲Cl۳OH/C۶H۳Cl۳O یک ترکیب شیمیایی است. که جرم مولی آن ۱۹۷٫۴۵ g/mol می‌باشد. 